# F3 Euro Series 2005
La stagione 2005 della F3 Euro Series ha avuto inizio il 17 aprile sul circuito di Hockenheim e si è conclusa sullo stesso circuito tedesco il 23 ottobre 2005. Dominatori della stagione, che si è articolata su 20 gare in 10 appuntamenti (doppia gara per ogni appuntamento), si sono rivelati essere il pilota inglese di origine trinidegna Lewis Hamilton e la sua squadra, il Team ASM. Dal punto di vista tecnico, è invece emersa schiacciante la superiorità dei telai Dallara sulla concorrente SLC e dei motori Mercedes sugli Opel Spiess e sui Toyota.
Di seguito il resoconto di tutte le gare della stagione.

## Gare

### Hockenheim
01. Hockenheim ( Germania) (16-17/04/2005)
Ordine d'arrivo Gara 1: (18 giri per un totale di 82,332 km)
1. Lewis Hamilton ( Regno Unito) (Dallara 305-Mercedes - ASM) in 28'43.886
2. Adrian Sutil ( Germania) (Dallara 305-Mercedes - ASM) a 6"132
3. Marco Bonanomi ( Italia) (Dallara 305-Opel - Prema) a 18"106
4. James Rossiter ( Regno Unito) (Dallara 305-Opel - Signature) a 18"797
5. Maximilian Götz ( Austria) (Dallara 305-Opel - HBR) a 27"351
6. Loïc Duval ( Francia) (Dallara 305-Opel - Signature) a 37"650
7. Ross Zwolsman ( Paesi Bassi) (Dallara 305-Opel - Zwolsman) a 38"332
8. Atila Abreu ( Brasile) (Dallara 305-Mercedes - Mücke) a 41"899
9. Guillaume Moreau ( Francia) (Dallara 305-Opel - Signature) a 42"669
10. Richard Antinucci ( Stati Uniti) (Dallara 305-Toyota - Midland F1 Racing) a 43"726

Ordine d'arrivo Gara 2: (17 giri per un totale di 77,758 km)
1. James Rossiter ( Regno Unito) (Dallara 305-Opel - Signature) in 31'18.215
2. Loïc Duval ( Francia) (Dallara 305-Opel - Signature) a 14"192
3. Lewis Hamilton ( Regno Unito) (Dallara 305-Mercedes - Prema) a 18"291
4. Giedo van der Garde ( Paesi Bassi) (Dallara 305-Opel - Rosberg) a 21"028
5. Sebastian Vettel ( Germania) (Dallara 305-Mercedes - Mücke) a 21"495
6. Esteban Guerrieri ( Argentina) (Dallara 305-Toyota - Midland F1 Racing) a 22"194
7. Richard Antinucci ( Stati Uniti) (Dallara 305-Toyota - Midland F1 Racing) a 24"809
8. Franck Perera ( Francia) (Dallara 305-Opel - Prema) a 32"123
9. Atila Abreu ( Brasile) (Dallara 305-Mercedes - Mücke) a 32"194
10. Guillaume Moreau ( Francia) (Dallara 305-Opel - Signature) a 35"409

### Pau
02. Pau ( Francia) (07-08/05/2005)
Ordine d'arrivo Gara 1: (25 giri per un totale di 69,000 km)
1. Lewis Hamilton ( Regno Unito) (Dallara 305-Mercedes - ASM) in 30'26.815
2. Loïc Duval ( Francia) (Dallara 305-Opel - Signature) a 9"390
3. James Rossiter ( Regno Unito) (Dallara 305-Opel - Signature) a 10"952
4. Guillaume Moreau ( Francia) (Dallara 305-Opel - Signature) a 33"420
5. Lucas Di Grassi ( Brasile) (Dallara 305-Mercedes - Manor) a 37"205
6. Giedo van der Garde ( Paesi Bassi) (Dallara 305-Opel - Rosberg) a 38"646
7. Sebastian Vettel ( Germania) (Dallara 305-Mercedes - Mücke) a 38"819
8. Richard Antinucci ( Stati Uniti) (Dallara 305-Toyota - Midland F1 Racing) a 41"556
9. Alejandro Nunez ( Spagna) (Dallara 305-Opel - HBR) a 48"073
10. Kohei Hirate ( Giappone) (Dallara 305-Opel - Rosberg) a 50"254

Ordine d'arrivo Gara 2: (25 giri per un totale di 69,000 km)
1. Lewis Hamilton ( Regno Unito) (Dallara 305-Mercedes - ASM) in 30'15.999
2. Adrian Sutil ( Germania) (Dallara 305-Mercedes - ASM) a 4"087
3. Loïc Duval ( Francia) (Dallara 305-Opel - Signature) a 7"263
4. James Rossiter ( Regno Unito) (Dallara 305-Opel - Signature) a 8"285
5. Fabio Carbone ( Brasile) (SLC-Opel - Signature) a 17"582
6. Franck Perera ( Francia) (Dallara 305-Opel - Prema) a 19"953
7. Lucas Di Grassi ( Brasile) (Dallara 305-Mercedes - Manor) a 26"560
8. Guillaume Moreau ( Francia) (Dallara 305-Opel - Signature) a 27"569
9. Esteban Guerrieri ( Argentina) (Dallara 305-Toyota - Midland F1 Racing) a 38"498
10. Marco Bonanomi ( Italia) (Dallara 305-Opel - Prema) a 46"168

### Spa-Francorchamps
03. Spa-Francorchamps ( Belgio) (14-15/05/2005)
Ordine d'arrivo Gara 1: (12 giri per un totale di 83,676 km)
1. Adrian Sutil ( Germania) (Dallara 305-Mercedes - ASM) in 31'21.687
2. James Rossiter ( Regno Unito) (Dallara 305-Opel - Signature) a 11"291
3. Guillaume Moreau ( Francia) (Dallara 305-Opel - Signature) a 17"916
4. Fabio Carbone ( Brasile) (SLC-Opel - Signature) a 34"563
5. Kohei Hirate ( Giappone) (Dallara 305-Opel - Rosberg) a 37"846
6. Franck Perera ( Francia) (Dallara 305-Opel - Prema) a 55"161
7. Esteban Guerrieri ( Argentina) (Dallara 305-Toyota - Midland F1 Racing) a 1'09"557
8. Maximilian Götz ( Austria) (Dallara 305-Opel - HBR) a 1'23"875
9. Alejandro Nunez ( Spagna) (Dallara 305-Opel - HBR) a 1'42"302
10. Ross Zwolsman ( Paesi Bassi) (Dallara 305-Opel - Zwolsman) a 1'45"151

Ordine d'arrivo Gara 2: (12 giri per un totale di 83,676 km)
1. Lewis Hamilton ( Regno Unito) (Dallara 305-Mercedes - ASM) in 26'56.524
2. Adrian Sutil ( Germania) (Dallara 305-Mercedes - ASM) a 2"160
3. Lucas Di Grassi ( Brasile) (Dallara 305-Mercedes - Manor) a 17"562
4. Kohei Hirate ( Giappone) (Dallara 305-Opel - Rosberg) a 21"139
5. Paul Di Resta ( Regno Unito) (Dallara 305-Mercedes - Manor) a 29"900
6. Franck Perera ( Francia) (Dallara 305-Opel - Prema) a 31"769
7. Gregory Franchi ( Belgio) (Dallara 305-Opel - Prema) a 32"568
8. James Rossiter ( Regno Unito) (Dallara 305-Opel - Signature) a 34"664
9. Hannes Neuhäuser ( Austria) (Dallara 305-Mercedes - HBR) a 37"358
10. Alejandro Nunez ( Spagna) (Dallara 305-Opel - HBR) a 37"938

### Montecarlo
04. Montecarlo ( Monaco) (20-21/05/2005)
Ordine d'arrivo Gara 1: (18 giri per un totale di 60,120 km)
1. Lewis Hamilton ( Regno Unito) (Dallara 305-Mercedes - ASM) in 28'42.069
2. Adrian Sutil ( Germania) (Dallara 305-Mercedes - ASM) a 1"777
3. Loïc Duval ( Francia) (Dallara 305-Opel - Signature) a 12"525
4. James Rossiter ( Regno Unito) (Dallara 305-Opel - Signature) a 13"514
5. Franck Perera ( Francia) (Dallara 305-Opel - Prema) a 18"540
6. Fabio Carbone ( Brasile) (SLC-Opel - Signature) a 21"869
7. Lucas Di Grassi ( Brasile) (Dallara 305-Mercedes - Manor) a 24"121
8. Paul Di Resta ( Regno Unito) (Dallara 305-Mercedes - Manor) a 24"630
9. Richard Antinucci ( Stati Uniti) (Dallara 305-Toyota - Midland F1 Racing) a 25"189
10. Alejandro Nunez ( Spagna) (Dallara 305-Opel - HBR) a 27"306

Ordine d'arrivo Gara 2: (26 giri per un totale di 86,840 km)
1. Lewis Hamilton ( Regno Unito) (Dallara 305-Mercedes - ASM) in 39'04.121
2. Loïc Duval ( Francia) (Dallara 305-Opel - Signature) a 7"644
3. Franck Perera ( Francia) (Dallara 305-Opel - Prema) a 10"513
4. James Rossiter ( Regno Unito) (Dallara 305-Opel - Signature) a 11"182
5. Fabio Carbone ( Brasile) (SLC-Opel - Signature) a 33"893
6. Lucas Di Grassi ( Brasile) (Dallara 305-Mercedes - Manor) a 35"733
7. Paul Di Resta ( Regno Unito) (Dallara 305-Mercedes - Manor) a 36"588
8. Maximilian Götz ( Austria) (Dallara 305-Opel - HBR) a 41"515
9. Alejandro Nunez ( Spagna) (Dallara 305-Opel - HBR) a 46"840
10. Ross Zwolsman ( Paesi Bassi) (Dallara 305-Opel - Zwolsman) a 47"547

### Oschersleben
05. Oschersleben ( Germania) (25-26/06/2005)
Ordine d'arrivo Gara 1: (20 giri per un totale di 73,360 km)
1. Lucas Di Grassi ( Brasile) (Dallara 305-Mercedes - Manor)
2. Adrian Sutil ( Germania) (Dallara 305-Mercedes - ASM) a 1"473
3. Lewis Hamilton ( Regno Unito) (Dallara 305-Mercedes - ASM) a 2"262
4. Paul Di Resta ( Regno Unito) (Dallara 305-Mercedes - Manor) a 4"102
5. Sebastian Vettel ( Germania) (Dallara 305-Mercedes - Mücke) a 9"099
6. Franck Perera ( Francia) (Dallara 305-Opel - Prema) a 12"216
7. Guillaume Moreau ( Francia) (Dallara 305-Opel - Signature) a 12"721
8. Atila Abreu ( Brasile) (Dallara 305-Mercedes - Mücke) a 23"772
9. Fabio Carbone ( Brasile) (SLC-Opel - Signature) a 26"177
10. Alejandro Nunez ( Spagna) (Dallara 305-Opel - HBR) a 27"243

Ordine d'arrivo Gara 2: (22 giri per un totale di 80,696 km)
1. Lewis Hamilton ( Regno Unito) (Dallara 305-Mercedes - ASM) in 29'18.523
2. Lucas Di Grassi ( Brasile) (Dallara 305-Mercedes - Manor) a 7"205
3. Adrian Sutil ( Germania) (Dallara 305-Mercedes - ASM) a 8"218
4. Paul Di Resta ( Regno Unito) (Dallara 305-Mercedes - Manor) a 12"007
5. Sebastian Vettel ( Germania) (Dallara 305-Mercedes - Mücke) a 13"384
6. Giedo van der Garde ( Paesi Bassi) (Dallara 305-Opel - Rosberg) a 20"928
7. Esteban Guerrieri ( Argentina) (Dallara 305-Toyota - Midland F1 Racing) a 22"004
8. Loïc Duval ( Francia) (Dallara 305-Opel - Signature) a 23"182
9. Kohei Hirate ( Giappone) (Dallara 305-Opel - Rosberg) a 26"148
10. Atila Abreu ( Brasile) (Dallara 305-Mercedes - Mücke) a 28"318

### Norisring
06. Norisring ( Germania) (16-17/07/2005)
Ordine d'arrivo Gara 1: (34 giri per un totale di 78,200 km)
1. Lewis Hamilton ( Regno Unito) (Dallara 305-Mercedes - ASM) in 30'35.173
2. Sebastian Vettel ( Germania) (Dallara 305-Mercedes - Mücke) a 3"040
3. Paul Di Resta ( Regno Unito) (Dallara 305-Mercedes - Manor) a 4"607
4. Franck Perera ( Francia) (Dallara 305-Opel - Prema) a 5"686
5. Lucas Di Grassi ( Brasile) (Dallara 305-Mercedes - Manor) a 9"244
6. Marco Bonanomi ( Italia) (Dallara 305-Opel - Prema) a 10"690
7. Fabio Carbone ( Brasile) (SLC-Opel - Signature) a 13"771
8. Guillaume Moreau ( Francia) (Dallara 305-Opel - Signature) a 17"752
9. Atila Abreu ( Brasile) (Dallara 305-Mercedes - Mücke) a 19"894
10. Alejandro Nunez ( Spagna) (Dallara 305-Opel - HBR) a 22"881

Ordine d'arrivo Gara 2: (35 giri per un totale di 80,500 km)
1. Lewis Hamilton ( Regno Unito) (Dallara 305-Mercedes - ASM) in 28'51.233
2. Adrian Sutil ( Germania) (Dallara 305-Mercedes - ASM) a 2"709
3. Franck Perera ( Francia) (Dallara 305-Opel - Prema) a 8"934
4. Sebastian Vettel ( Germania) (Dallara 305-Mercedes - Mücke) a 12"587
5. Loïc Duval ( Francia) (Dallara 305-Opel - Signature) a 16"023
6. Lucas Di Grassi ( Brasile) (Dallara 305-Mercedes - Manor) a 17"146
7. James Rossiter ( Regno Unito) (Dallara 305-Opel - Signature) a 17"546
8. Paul Di Resta ( Regno Unito) (Dallara 305-Mercedes - Manor) a 19"068
9. Esteban Guerrieri ( Argentina) (Dallara 305-Toyota - Midland F1 Racing) a 21"713
10. Atila Abreu ( Brasile) (Dallara 305-Mercedes - Mücke) a 35"515

### Nürburgring
07. Nürburgring (Circuito corto) ( Germania) (06-07/08/2005)
Ordine d'arrivo Gara 1: (22 giri per un totale di 79,838 km)
1. Adrian Sutil ( Germania) (Dallara 305-Mercedes - ASM) in 30'49.380
2. Lucas Di Grassi ( Brasile) (Dallara 305-Mercedes - Manor) a 0"594
3. Kohei Hirate ( Giappone) (Dallara 305-Opel - Rosberg) a 16"216
4. Hannes Neuhäuser ( Austria) (Dallara 305-Mercedes - HBR) a 17"195
5. Franck Perera ( Francia) (Dallara 305-Opel - Prema) a 20"532
6. Loïc Duval ( Francia) (Dallara 305-Opel - Signature) a 26"650
7. Atila Abreu ( Brasile) (Dallara 305-Mercedes - Mücke) a 26"967
8. Giedo van der Garde ( Paesi Bassi) (Dallara 305-Opel - Rosberg) a 27"591
9. Marco Bonanomi ( Italia) (Dallara 305-Opel - Prema) a 28"799
10. James Rossiter ( Regno Unito) (Dallara 305-Opel - Signature) a 29"470

Ordine d'arrivo Gara 2: (21 giri per un totale di 76,209 km)
1. Lewis Hamilton ( Regno Unito) (Dallara 305-Mercedes - ASM) in 30'18.782
2. Sebastian Vettel ( Germania) (Dallara 305-Mercedes - Mücke) a 19"615
3. Adrian Sutil ( Germania) (Dallara 305-Mercedes - ASM) a 22"411
4. Marco Bonanomi ( Italia) (Dallara 305-Opel - Prema) a 29"406
5. Giedo van der Garde ( Paesi Bassi) (Dallara 305-Opel - Rosberg) a 29"533
6. Franck Perera ( Francia) (Dallara 305-Opel - Prema) a 31"557
7. Kohei Hirate ( Giappone) (Dallara 305-Opel - Rosberg) a 34"572
8. Guillaume Moreau ( Francia) (Dallara 305-Opel - Signature) a 35"737
9. Gregory Franchi ( Belgio) (Dallara 305-Opel - Prema) a 38"664
10. Loïc Duval ( Francia) (Dallara 305-Opel - Signature) a 41"855

### Zandvoort
08. Zandvoort ( Paesi Bassi) (27-28/08/2005)
Ordine d'arrivo Gara 1: (16 giri per un totale di 68,912 km)
1. Guillaume Moreau ( Francia) (Dallara 305-Opel - Signature) in 30'05.230
2. Sebastian Vettel ( Germania) (Dallara 305-Mercedes - Mücke) a 3"393
3. Franck Perera ( Francia) (Dallara 305-Opel - Prema) a 6"319
4. Gregory Franchi ( Belgio) (Dallara 305-Opel - Prema) a 11"342
5. Atila Abreu ( Brasile) (Dallara 305-Mercedes - Mücke) a 14"199
6. Esteban Guerrieri ( Argentina) (Dallara 305-Toyota - Midland F1 Racing) a 15"468
7. Hannes Neuhäuser ( Austria) (Dallara 305-Mercedes - HBR) a 16"042
8. Marco Bonanomi ( Italia) (Dallara 305-Opel - Prema) a 17"161
9. Alejandro Nunez ( Spagna) (Dallara 305-Opel - HBR) a 21"445
10. Loïc Duval ( Francia) (Dallara 305-Opel - Signature) a 26"089

Ordine d'arrivo Gara 2: (19 giri per un totale di 81,833 km)
1. Lewis Hamilton ( Regno Unito) (Dallara 305-Mercedes - ASM) in 30'08.794
2. Sebastian Vettel ( Germania) (Dallara 305-Mercedes - Mücke) a 1"077
3. Giedo van der Garde ( Paesi Bassi) (Dallara 305-Opel - Rosberg) a 12"687
4. Guillaume Moreau ( Francia) (Dallara 305-Opel - Signature) a 13"291
5. Paul Di Resta ( Regno Unito) (Dallara 305-Mercedes - Manor) a 13"581
6. Franck Perera ( Francia) (Dallara 305-Opel - Prema) a 17"356
7. Gregory Franchi ( Belgio) (Dallara 305-Opel - Prema) a 18"253
8. Atila Abreu ( Brasile) (Dallara 305-Mercedes - Mücke) a 19"880
9. Marco Bonanomi ( Italia) (Dallara 305-Opel - Prema) a 20"555
10. James Rossiter ( Regno Unito) (Dallara 305-Opel - Signature) a 21"137

### Lausitzring
09. Lausitzring ( Germania) (17-18/09/2005)
Ordine d'arrivo Gara 1: (20 giri per un totale di 68,200 km)
1. Lewis Hamilton ( Regno Unito) (Dallara 305-Mercedes - ASM) in 31'10.310
2. Giedo van der Garde ( Paesi Bassi) (Dallara 305-Opel - Rosberg) a 8"410
3. Sebastian Vettel ( Germania) (Dallara 305-Mercedes - Mücke) a 16"442
4. Adrian Sutil ( Germania) (Dallara 305-Mercedes - ASM) a 17"990
5. Franck Perera ( Francia) (Dallara 305-Opel - Prema) a 24"091
6. Guillaume Moreau ( Francia) (Dallara 305-Opel - Signature) a 27"435
7. Atila Abreu ( Brasile) (Dallara 305-Mercedes - Mücke) a 32"313
8. Lucas Di Grassi ( Brasile) (Dallara 305-Mercedes - Manor) a 35"698
9. Hannes Neuhäuser ( Austria) (Dallara 305-Mercedes - HBR) a 36"277
10. Marco Bonanomi ( Italia) (Dallara 305-Opel - Prema) a 39"177

Ordine d'arrivo Gara 2: (24 giri per un totale di 81,840 km)
1. Lewis Hamilton ( Regno Unito) (Dallara 305-Mercedes - ASM) in 30'54.350
2. Adrian Sutil ( Germania) (Dallara 305-Mercedes - ASM) a 11"177
3. Lucas Di Grassi ( Brasile) (Dallara 305-Mercedes - Manor) a 15"575
4. Guillaume Moreau ( Francia) (Dallara 305-Opel - Signature) a 19"091
5. Franck Perera ( Francia) (Dallara 305-Opel - Prema) a 23"590
6. Giedo van der Garde ( Paesi Bassi) (Dallara 305-Opel - Rosberg) a 29"634
7. Gregory Franchi ( Belgio) (Dallara 305-Opel - Prema) a 32"587
8. Kohei Hirate ( Giappone) (Dallara 305-Opel - Rosberg) a 38"362
9. Loïc Duval ( Francia) (Dallara 305-Opel - Signature) a 39"675
10. Esteban Guerrieri ( Argentina) (Dallara 305-Toyota - Midland F1 Racing) a 40"571

### Hockenheim
10. Hockenheim ( Germania) (22-23/10/2005)
Ordine d'arrivo Gara 1: (17 giri per un totale di 77,758 km)
1. Lewis Hamilton ( Regno Unito) (Dallara 305-Mercedes - ASM) in 31'16.906
2. Lucas Di Grassi ( Brasile) (Dallara 305-Mercedes - Manor) a 14"230
3. Maximilian Götz ( Austria) (Dallara 305-Mercedes - ASM) a 16"553
4. Franck Perera ( Francia) (Dallara 305-Opel - Prema) a 24"345
5. James Rossiter ( Regno Unito) (Dallara 305-Opel - Signature) a 28"532
6. Marco Bonanomi ( Italia) (Dallara 305-Opel - Prema) a 31"772
7. Esteban Guerrieri ( Argentina) (Dallara 305-Toyota - Midland F1 Racing) a 40"439
8. Atila Abreu ( Brasile) (Dallara 305-Mercedes - Mücke) a 41"607
9. Hannes Neuhäuser ( Austria) (Dallara 305-Mercedes - HBR) a 47"046
10. Gregory Franchi ( Belgio) (Dallara 305-Opel - Prema) a 56"940

Ordine d'arrivo Gara 2: (18 giri per un totale di 82,332 km)
1. Lewis Hamilton ( Regno Unito) (Dallara 305-Mercedes - ASM) in 28'37.411
2. Guillaume Moreau ( Francia) (Dallara 305-Opel - Signature) a 3"990
3. Sebastian Vettel ( Germania) (Dallara 305-Mercedes - Mücke) a 5"772
4. Loïc Duval ( Francia) (Dallara 305-Opel - Signature) a 17"597
5. Franck Perera ( Francia) (Dallara 305-Opel - Prema) a 18"284
6. Marco Bonanomi ( Italia) (Dallara 305-Opel - Prema) a 21"501
7. Hannes Neuhäuser ( Austria) (Dallara 305-Mercedes - HBR) a 25"875
8. Fabio Carbone ( Brasile) (SLC-Opel - Signature) a 28"000
9. James Rossiter ( Regno Unito) (Dallara 305-Opel - Signature) a 32"186
10. Kohei Hirate ( Giappone) (Dallara 305-Opel - Rosberg) a 33"383

## Classifica finale
1. Lewis Hamilton ( Regno Unito) (ASM)  192
2. Adrian Sutil ( Germania) (ASM)  94
3. Lucas Di Grassi ( Brasile) (Manor)  68
4. Franck Perera ( Francia) (Prema)  67
5. Sebastian Vettel ( Germania) (Mücke)  63
6. Loïc Duval ( Francia) (Signature)  52
7. James Rossiter ( Regno Unito) (Signature)  51
8. Guillaume Moreau ( Francia) (Signature)  47
9. Giedo van der Garde ( Paesi Bassi) (Rosberg)  34
10. Paul Di Resta ( Regno Unito) (Manor)  32
11. Marco Bonanomi ( Italia) (Prema)  21
12. Kohei Hirate ( Giappone) (Rosberg)  18
13. Fabio Carbone ( Brasile) (Signature)  15
14. Maximilian Götz ( Austria) (HBR/ASM)  13
15. Atila Abreu ( Brasile) (Mücke)  12
16. Esteban Guerrieri ( Argentina) (Midland F1 Racing)  12
17. Gregory Franchi ( Belgio) (Prema)  11
18. Hannes Neuhäuser ( Austria) (HBR)  9
19. Richard Antinucci ( Stati Uniti) (Midland F1 Racing)  3
20. Ross Zwolsman ( Paesi Bassi) (Zwolsman)  2
21. Alejandro Nunez ( Spagna) (HBR)  1